# 阿麥書房
阿麥書房（Mackie Study）是創立於2004年初的一間售賣各類文化藝術、人文社會和文學書籍的樓上書店，於2008-2009年間結業。
阿麥書房引進文化創意產業、藝術行政和管理、性別研究等書種，另推介香港、台灣和各地的獨立音樂。書房定期舉辦如音樂會、放映會、討論會等藝文活動，並兼售文化藝術活動門票。曾辦不同主題的書展，如香港本地獨立出版書籍展等。

## 地址
- 總店：銅鑼灣恩平道52號2樓A（於2009年2月結束營業）
- 別館：灣仔港灣道2號香港藝術中心地下A舖（於2008年12月結束營業）

## 外部連結
- 香港阿麥書房2月28日宣告暫停營業